# Pablo Garretón
Pablo Arturo Garretón (San Miguel de Tucumán, 26 de junio de 1966) es un médico y exjugador argentino de rugby que se desempeñaba como ala.

## Biografía
Debutó en la primera de Universitario Rugby Club en 1984, se recibió de médico en la Universidad Nacional de Tucumán, en 1992 se marchó para realizar su residencia en el Hospital Italiano de Buenos Aires y se quedó para especializarse en neurocirugía en la Universidad de Buenos Aires.
En 1990 ganó el premio Olimpia de Plata, fue presidente del Universitario Rugby Club y actualmente es propietario de la Clínica San Pablo del Ingenio San Pablo.

## Selección nacional
Fue convocado a los Pumas por primera vez en agosto de 1987 para enfrentar al XV del León y disputó su último partido en mayo de 1993 ante los Brave Blossoms. En total disputó 31 partidos y marcó 8 puntos, productos de dos tries (un try valía 4 puntos hasta 1992).

### Participaciones en Copas del Mundo
Participó del Mundial de Inglaterra 1991 donde Luis Gradín lo nombró capitán, siendo el único del interior y junto a Agustín Creevy los únicos no porteños hasta la actualidad. Jugó como titular en todos los partidos que disputó Argentina, no marcó puntos y los Pumas no lograron avanzar a la fase final tras caer derrotados ante sus rivales.
| Mundial                       | Sede       | Resultado      | PJ | Tries |
| ----------------------------- | ---------- | -------------- | -- | ----- |
| Copa Mundial de Rugby de 1991 | Inglaterra | Fase de grupos | 3  | 0     |

## Palmarés
| Título                        | Equipo        | País      | Año  |
| ----------------------------- | ------------- | --------- | ---- |
| Torneo Regional del Noroeste  | Universitario | Argentina | 2002 |
| Campeonato Argentino de Rugby | Tucumán       | Argentina | 1985 |
| Campeonato Argentino de Rugby | Tucumán       | Argentina | 1987 |
| Campeonato Argentino de Rugby | Tucumán       | Argentina | 1988 |
| Campeonato Argentino de Rugby | Tucumán       | Argentina | 1989 |
| Campeonato Argentino de Rugby | Tucumán       | Argentina | 1990 |
| Campeonato Argentino de Rugby | Tucumán       | Argentina | 1992 |
| Campeonato Argentino de Rugby | Tucumán       | Argentina | 1993 |
| Torneo de la URBA             | Hindú Club    | Argentina | 1998 |

- Campeón del Sudamericano de Rugby A de 1987, 1989 y 1991.